# 景堂圖書館

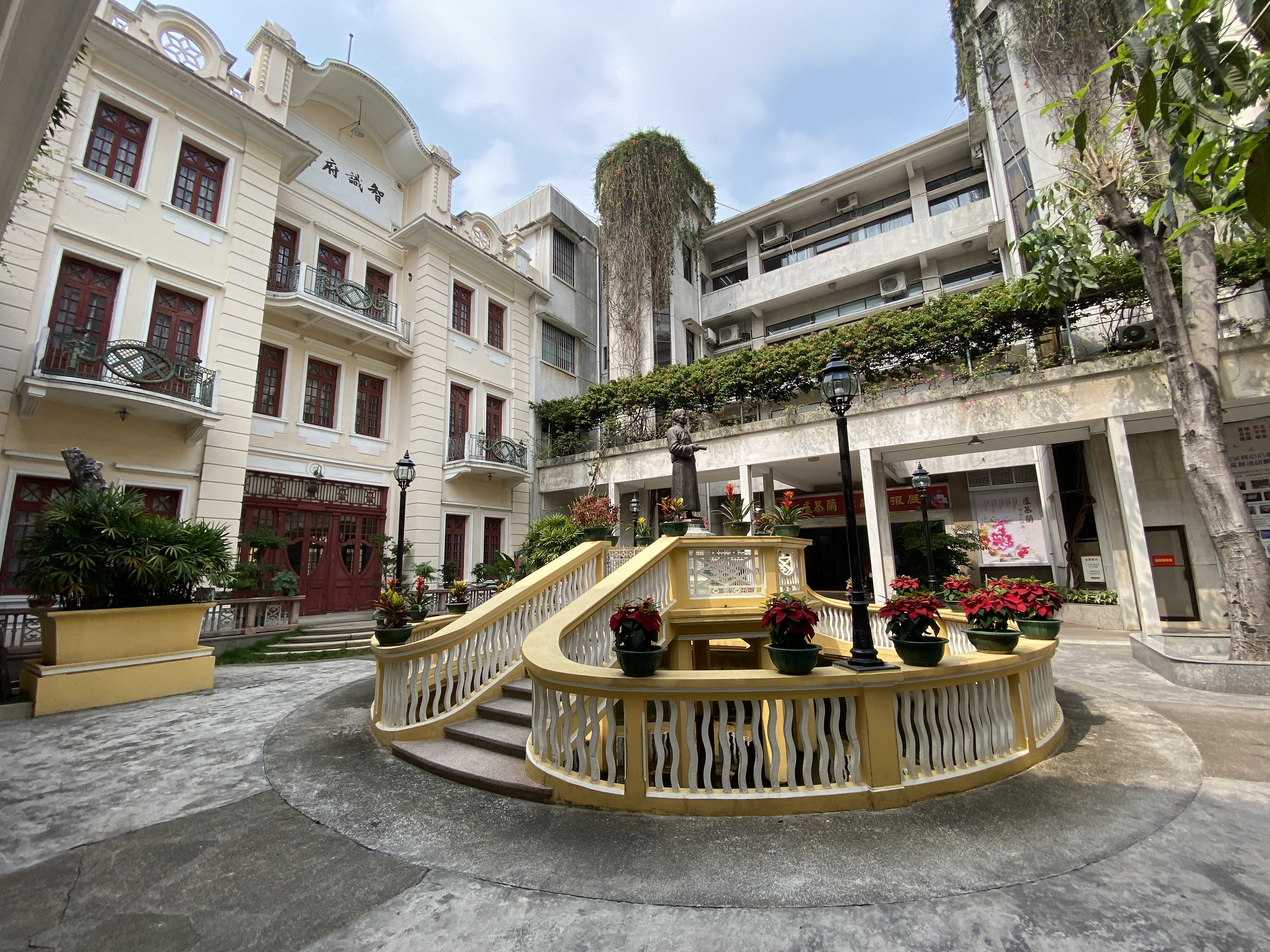
景堂圖書館花園，攝於2021

景堂圖書館，是中國廣東新會的一家圖書館，現為中國一級圖書館以及廣東省古籍重點保護單位，館址在會城仁壽路16號。圖書館由華僑馮平山創建於1925年，館舍面積1,250平方米，其命名為“景堂”係為紀念父親馮景堂先生。馮平山哲嗣馮秉芬曾多次先後資助翻新圖書館，並於1988年擴建圖書館新樓，館舍面積擴大4,030平方米。2012年，霍宗傑先生捐資投建霍宗傑閱覽室，故現如今新舊樓總面積達6,510平方米。館藏書現多達40萬多冊。

## 概況
景堂圖書館為公共圖書館，為於廣東省江門市新會會城街道仁壽路16號。館內現設有:
- 電子閱覽室
- 報刊閱覽室
- 視障人士閱覽室
- 愛心樹故事屋
- 展覽廳
- 圖書借閱室
- 綜合閱覽室
- 少兒閱覽室
- 特藏閱覽室
- 古籍修復室
- 教室* 自修室
- 新會大眾講堂
- 多功能報告廳
- 霍宗傑閱覽室

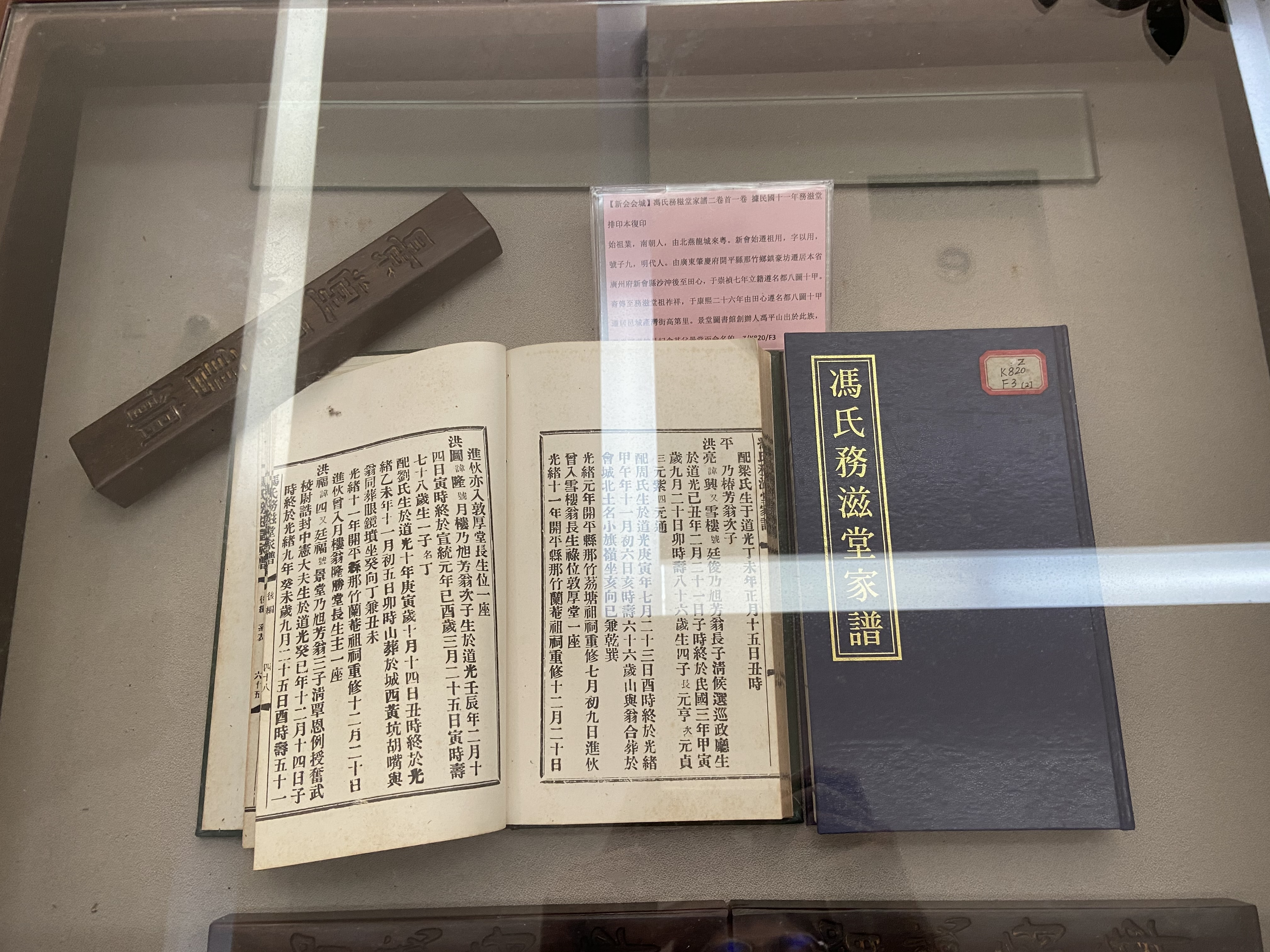
馮氏家譜，收錄於景堂圖書館

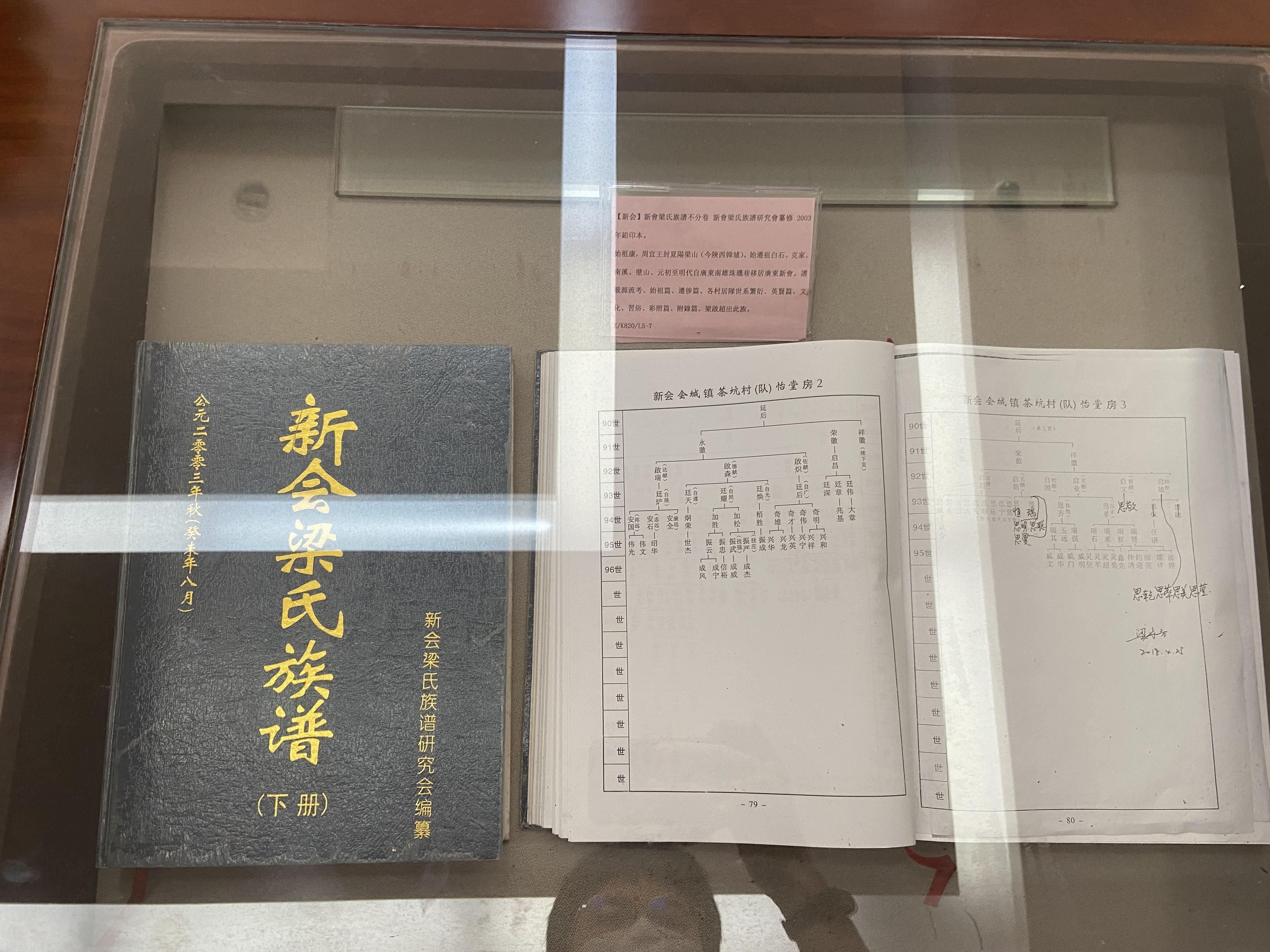
梁氏族譜，收錄於景堂圖書館

圖書館收錄數量可觀的地方文獻、華僑史文獻、家譜族譜等史料，包括例如《萬國史記》、明朝嘉靖四十三年的《大學衍義通略》等古籍。其中許多保留的古籍文獻大多來自民間，在二十世紀五十年代，新會組織的文物徵集活動蒐集鄉下古籍文獻，登記造冊。館內華僑史文獻包含新中國成立前本地報紙20種，例如1917年《四邑平報》、1925年《岡州星期報》等，對建設新寧鐵路等歷史均有記載。其中更有宋朝南遷遺落的文化遺產，例如館內《古崗蔗胡琴譜》等的嶺南古琴資料。館內現藏新會族譜家譜68個姓，共910多本。

## 歷史

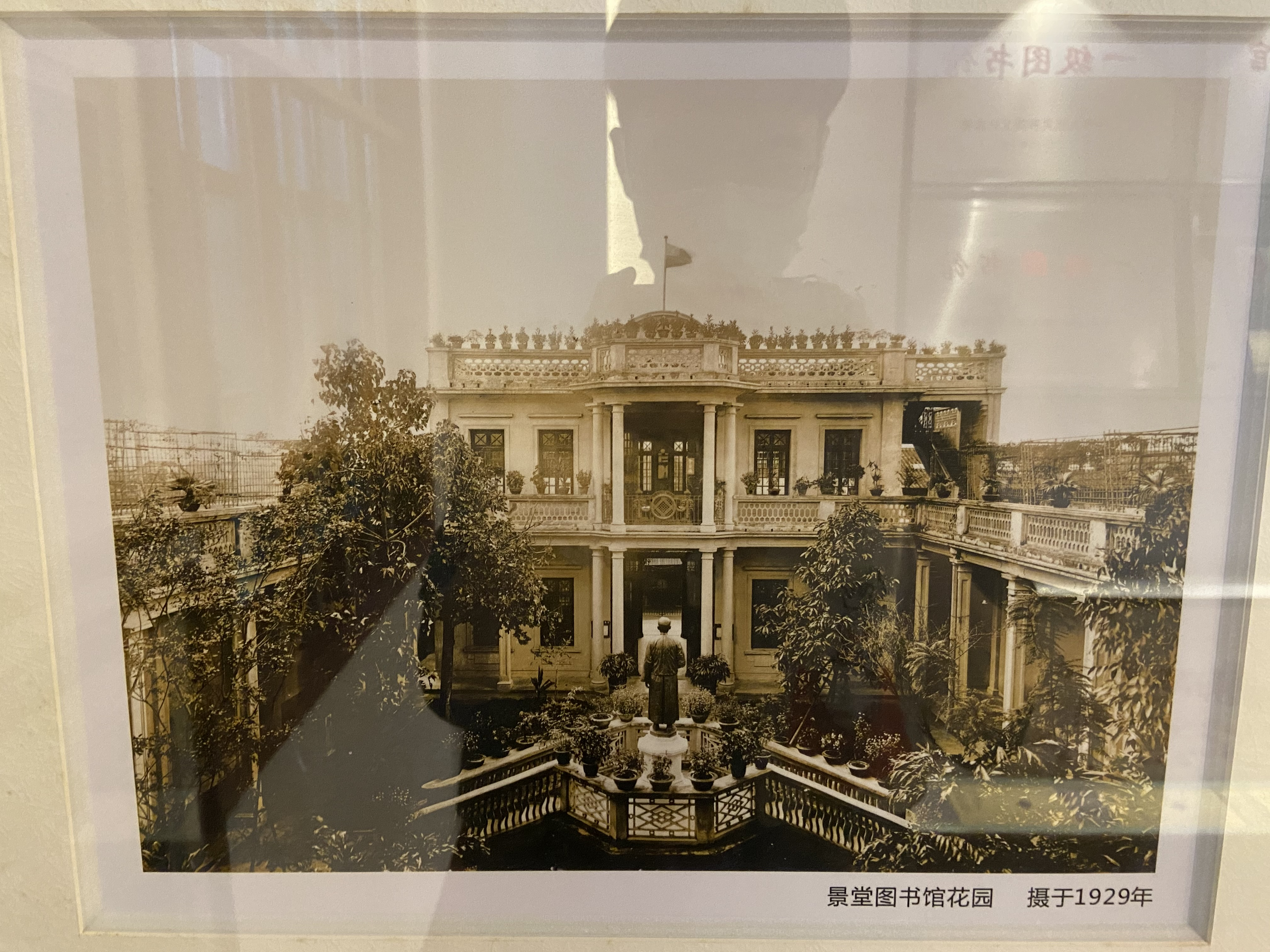
景堂圖書館花園，攝於1929年

景堂圖書館由馮平山先生創辦。馮平山（1860-1931）出生於新會，16歲赴暹羅（現泰國古稱）謀生。馮平山事業有成後關注教育事業，在新會先後創辦馮平山義塾、木工學校、新會平山小學，在香港資建香港中文大學圖書館、香港華商總會圖書館等。1922年，馮平山捐出十萬元購地興建位於新會市中心仁壽坊的景堂圖書館新大樓。他先購買仁壽坊譚姓大屋，拆除後興建圖書館，至1925年竣工，於1925年6月開館。圖書館舊址位於新會會城鎮仁壽路步行街，被譽為“鬧市中的世外桃源”。

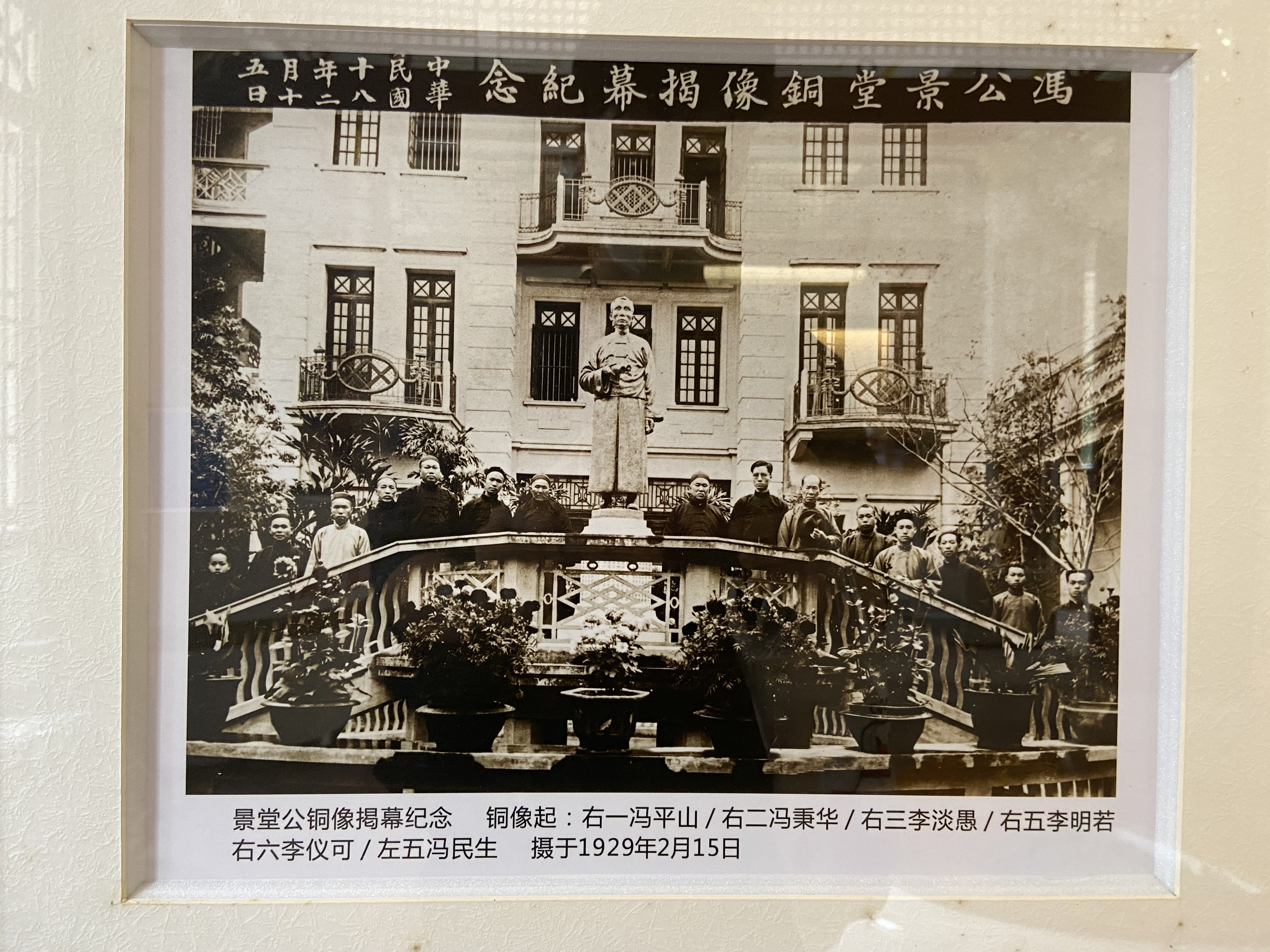
景堂公銅像揭幕紀念，攝於1929年，銅像起：右一：馮平山/右二馮秉華
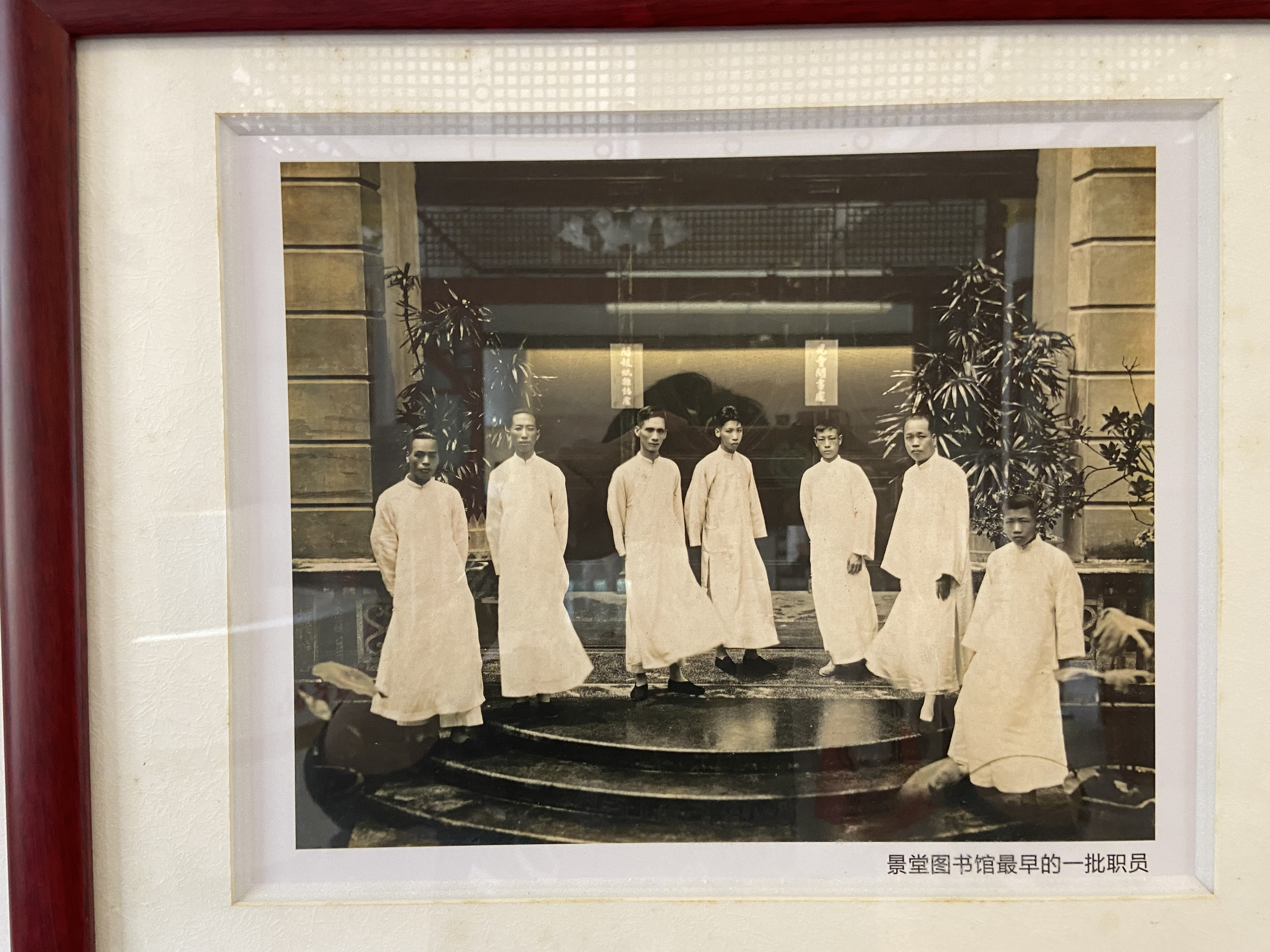
景堂圖書館最早的一批職員
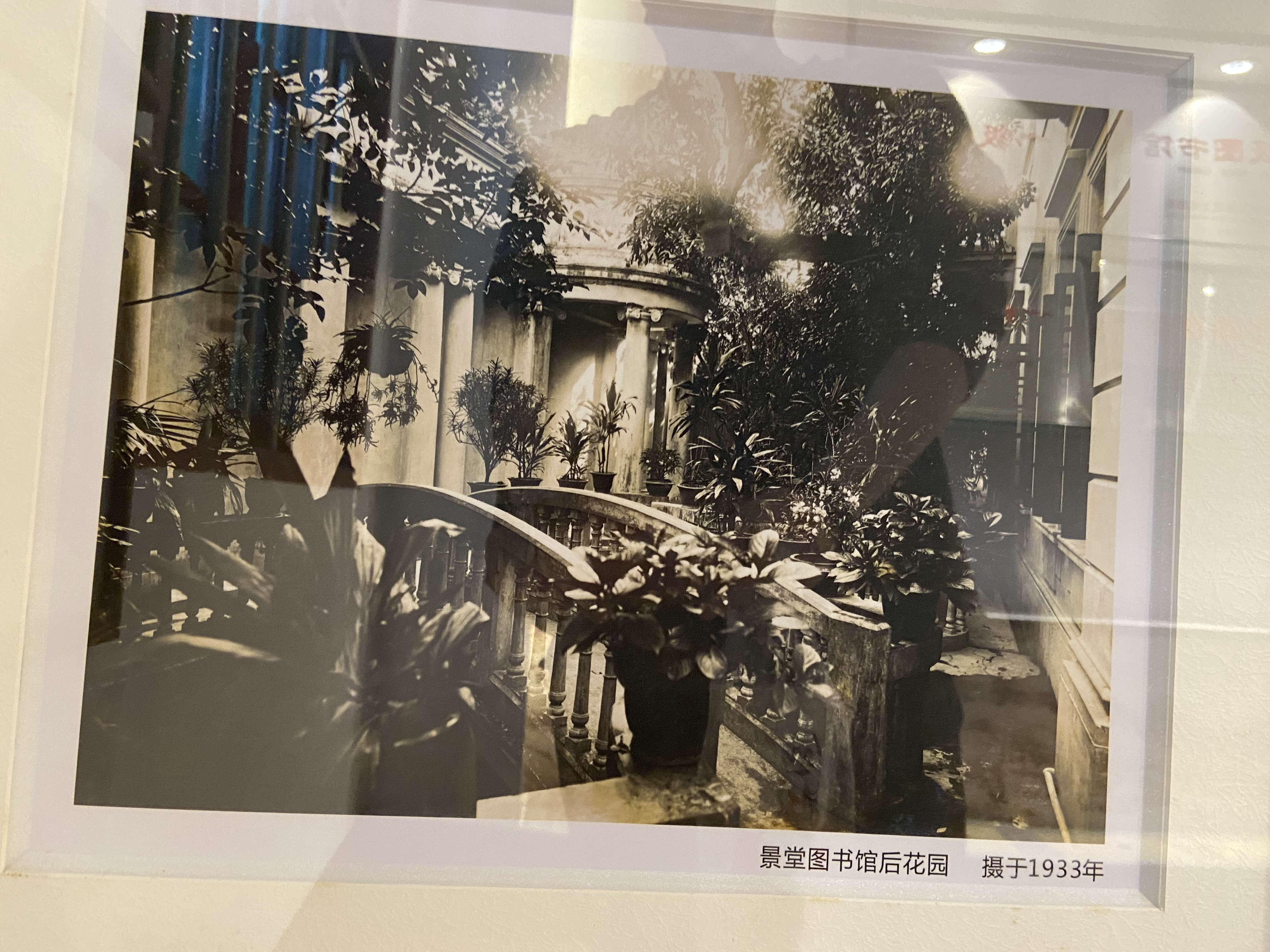
景堂圖書館後花園，攝於1933年
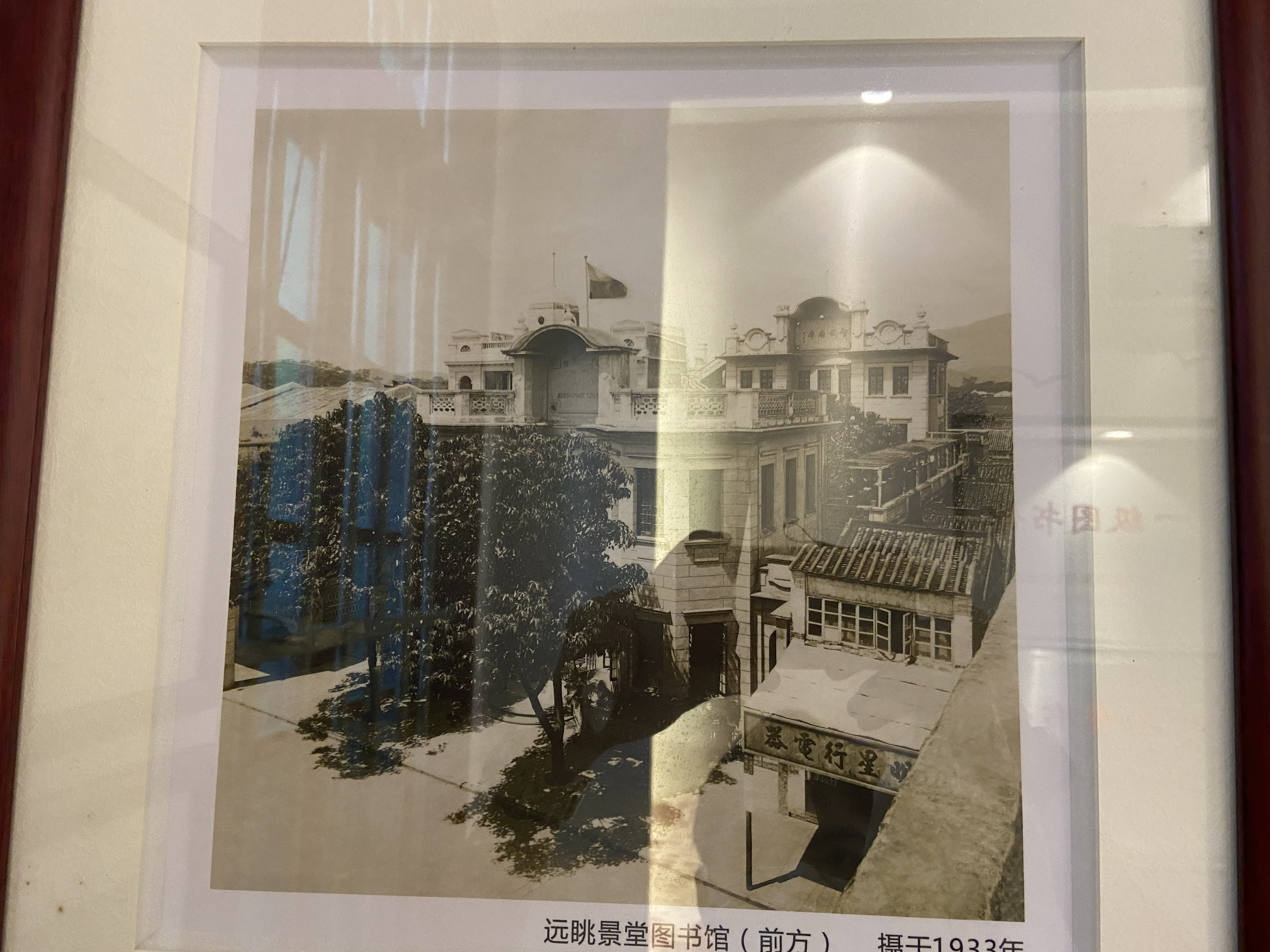
遠眺景堂圖書館（前方），攝於1933年

截至1938年，全館藏書65945冊。中國抗日戰爭爆發後，由於新會淪陷，馮平山哲嗣馮秉華、馮秉芬協助圖書館疏散到羅坑和凌衝分館開放，繼續服務。1939年羅坑分館因管理員離去而停辦，合併至凌衝。圖書館於1941年增設天亭分館，直至1949年景堂圖書館復辦。冯秉芬於1988年资助翻新图书馆，并扩建图书馆新楼，馆舍面积因此扩大4030平方米。2012年，霍宗杰先生捐资投建霍宗杰阅览室，故现如今新旧楼总面积达6510平方米，馆藏书籍多达40万多册。

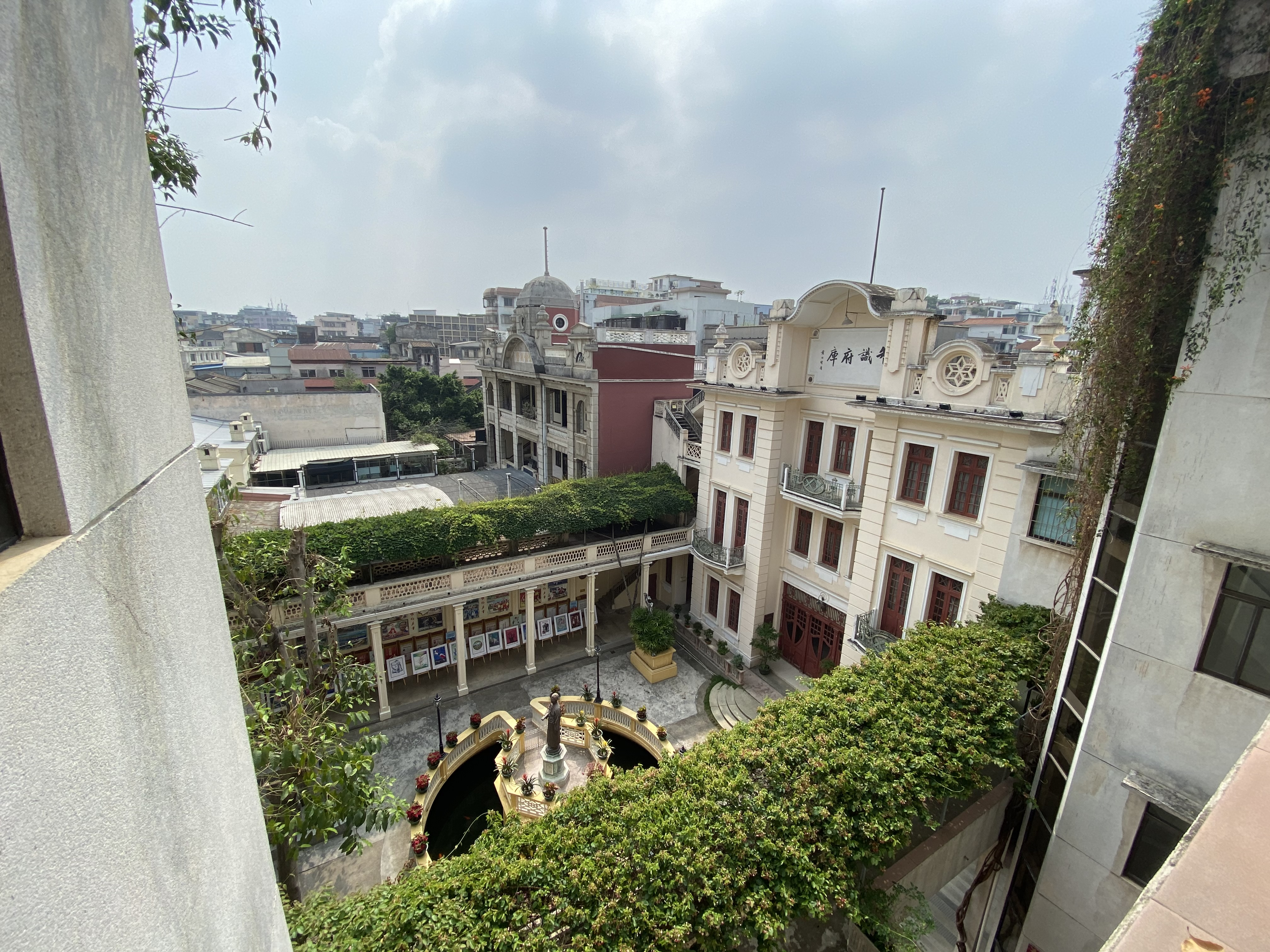
景堂圖書館，攝於2021年
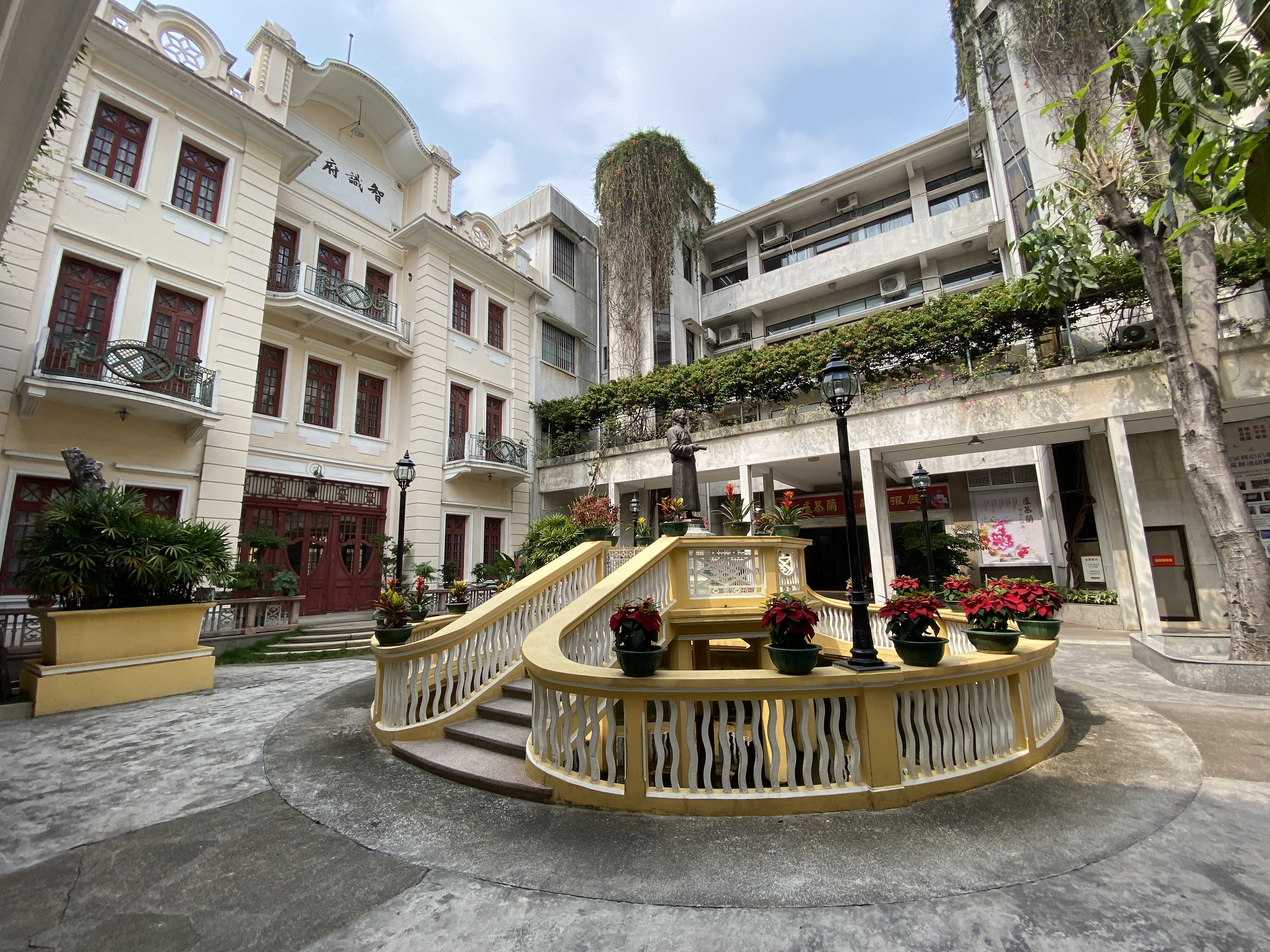
景堂圖書館，攝於2021年
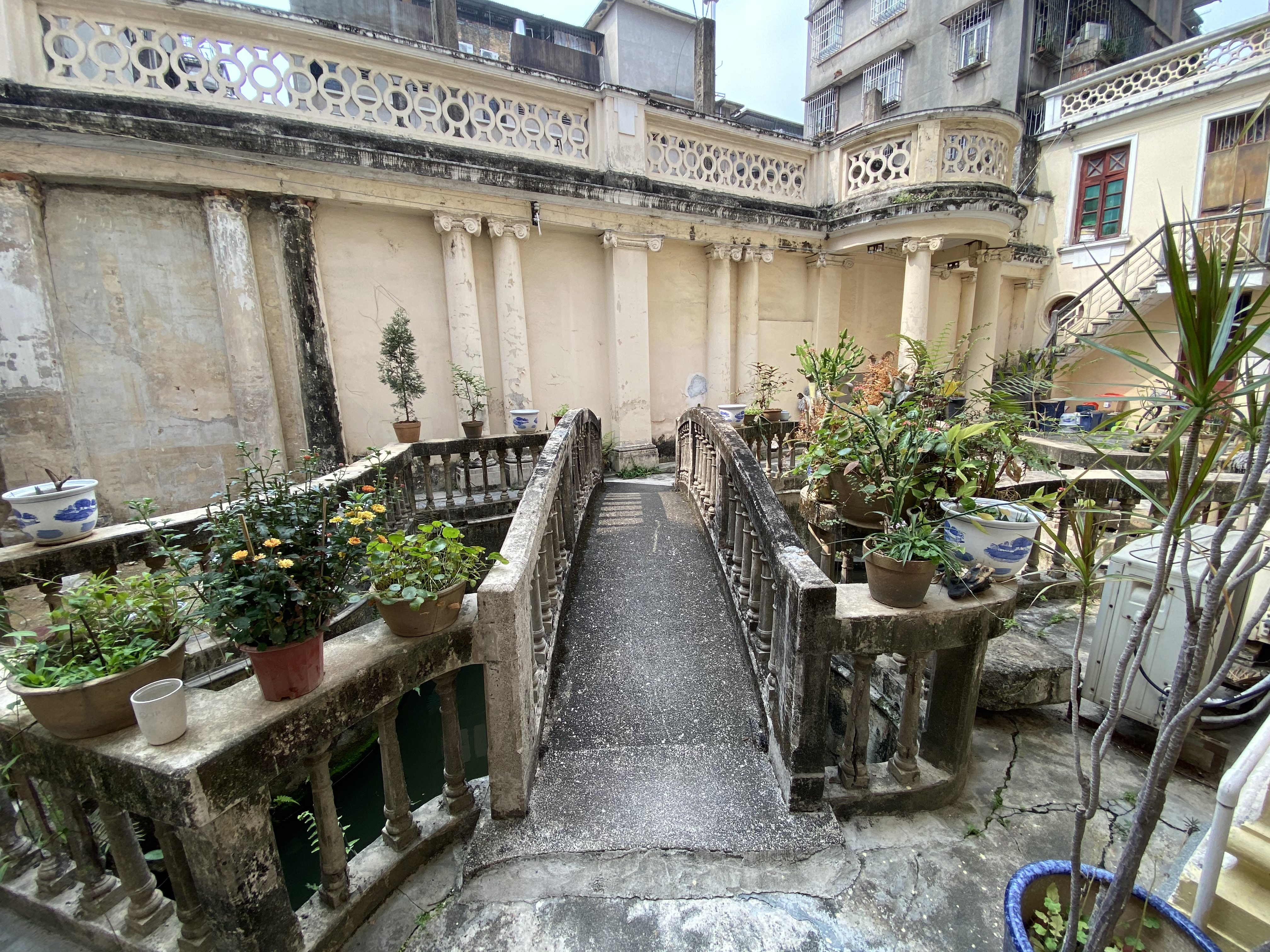
景堂圖書館後花園，攝於2021年
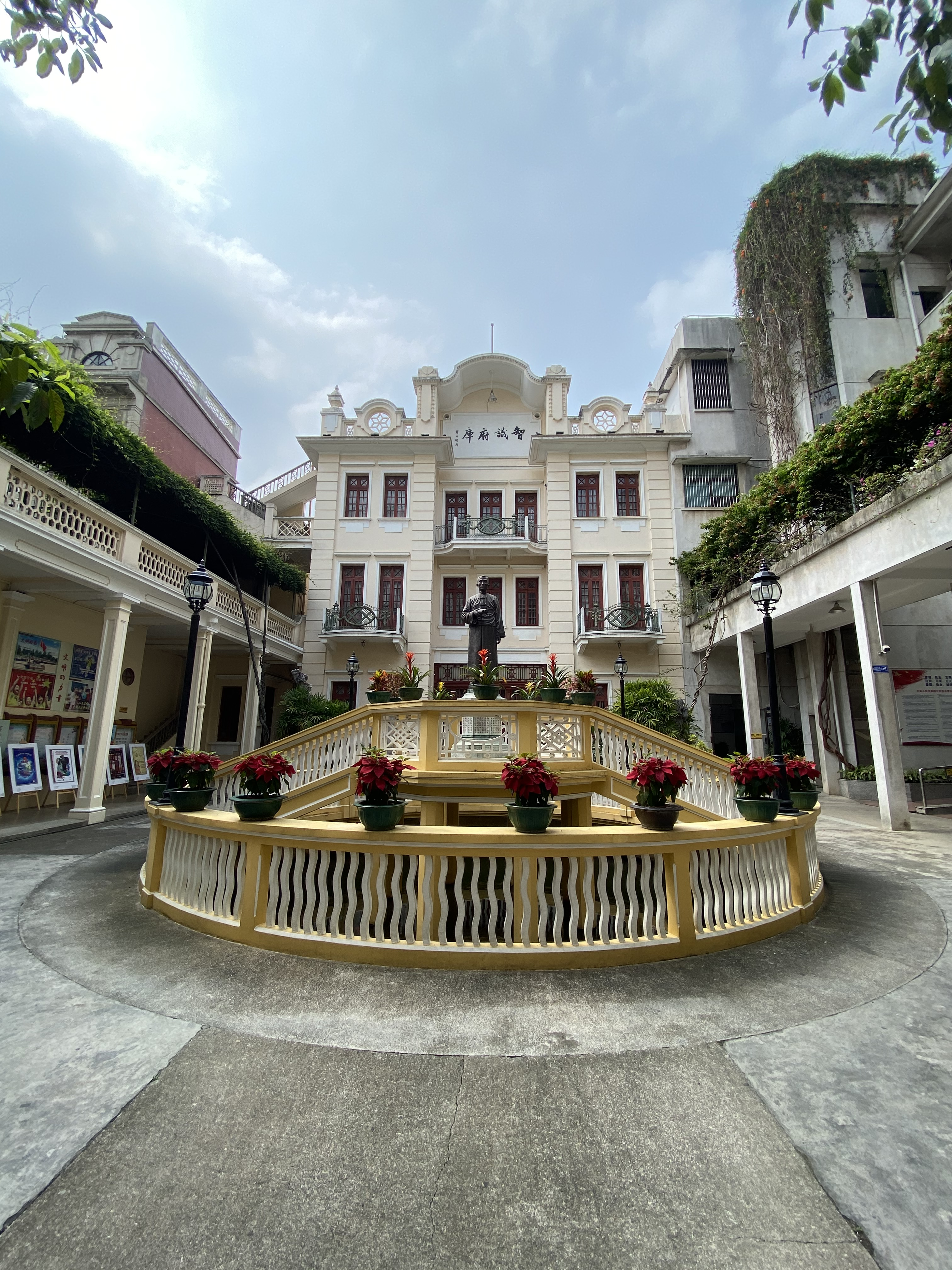
景堂圖書館花園，攝於2021年